# Санкт-Мартин-бай-Лофер
Санкт-Мартин-бай-Лофер (нем. Sankt Martin bei Lofer) — община (нем. Gemeinde) в Австрии, в федеральной земле Зальцбург.
Входит в состав округа Целль-ам-Зе. Площадь общины составляет 63,57 км², население — 1206 человек (1 января 2021), плотность населения — 19 чел./км². Официальный код — 50620.

## Население
| Год  | Численность |
| ---- | ----------- |
| 1869 | 475         |
| 1889 | 472         |
| 1890 | 539         |
| 1900 | 547         |
| 1910 | 706         |
| 1923 | 582         |
| 1934 | 653         |
| 1939 | 712         |
| 1951 | 768         |
| 1961 | 743         |
| 1971 | 886         |
| 1981 | 991         |
| 1991 | 1025        |
| 2001 | 1151        |
| 2011 | 1110        |
| 2021 | 1206        |

## Политическая ситуация
Бургомистр общины — Йозеф Лайтингер (АНП) по результатам выборов 2004 года.
Совет представителей общины (нем. Gemeinderat) состоит из 13 мест.
Распределение мест:
- АНП занимает 5 мест;
- СДПА занимает 4 места;
- местный список: 4 места.

## Известные уроженцы
- Файстауер, Антон (1887—1930) — австрийский художник.